# Maison natale de Branko Krsmanović
La maison natale de Branko Krsmanović (en serbe cyrillique : Родна кућа народног хероја Бранка Крсмановића ; en serbe latin : Rodna kuća narodnog heroja Branka Krsmanovića) se trouve à Donja Mutnica, dans la municipalité de Paraćin et dans le district de Pomoravlje, en Serbie. Elle est inscrite sur la liste des monuments culturels protégés de la république de Serbie (identifiant no SK 723).

## Présentation

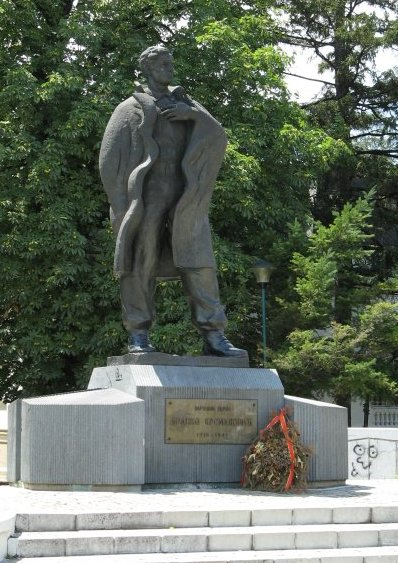
Monument à Branko Krsmanović à Paraćin

Construite sur un terrain plat, la maison de Dragutin et Aleksandar Krsmanović s'inscrit dans un plan rectangulaire. Elle se compose de quatre pièces ; au centre se trouve la « kuća », c'est-à-dire la « maison » proprement dite avec son foyer ; sur un côté de la « kuća », se trouve une grande pièce et, de l'autre côté, deux pièces plus petites. Le bâtiment est construit selon le système des colombages ; il est recouvert d'un toit à quatre pans recouvert de tuiles.
La maison a vu naître le héros national Branko Krsmanović, qui, en Yougoslavie, a participé à la Guerre d'Espagne et qui a participé à l'organisation de la lutte de Libération nationale ; il est mort au mont Kosmaj le 8 août 1941,. Sur la façade extérieure du bâtiment a été apposée une plaque commémorative en l'honneur de cette personnalité.
Pendant un certain temps, la maison a servi de musée et a partiellement servi de bibliothèque et de salle de lecture ; elle est aujourd'hui sans affection.